# 土山秀夫
土山 秀夫（つちやま ひでお、1925年（大正14年）4月23日 - 2017年（平成29年）9月2日）は、日本の病理学者、医師。長崎大学名誉教授、長崎平和宣言文起草委員、核兵器廃絶ナガサキ市民会議代表、「核兵器廃絶―地球市民長崎集会」実行委員会顧問、長崎県九条の会共同代表ほか。元長崎大学学長。世界平和アピール七人委員会委員。

## 来歴
1925年（大正14年）4月23日、長崎県長崎市に生まれる。1943年（昭和18年）、長崎県立長崎中学校を卒業。1945年（昭和20年）8月9日、午前中は長崎を離れていたが、夕方に長崎に戻ったため、被爆。1952年（昭和27年）、長崎医科大学（現長崎大学医学部）を卒業。その後、長崎大学医学部助手、講師、助教授を務める。1957年5月、長崎大学医学博士。論文の題は「無脳兒の内分泌系臓器に関する病理学的研究」。
1959年（昭和34年）イリノイ大学（アメリカ合衆国）客員研究員（～1961年（昭和36年）まで）を経て、1969年（昭和44年）長崎大学医学部教授となる。1982年（昭和57年）10月1日、長崎大学医学部長に就任。1986年（昭和61年）9月30日、長崎大学医学部長退任。1988年（昭和63年）10月11日、長崎大学第10代学長に就任。1992年（平成4年）10月10日 長崎大学学長退任。2000年11月、勲二等旭日重光章受章。2017年、従三位に叙される。
平和活動家としても知られ、1990年（平成2年）長崎平和祈念式典の平和宣言文起草委員、2004年（平成16年）世界平和アピール七人委員会委員を務めた。2010年（平成22年）12月 - 長崎市名誉市民（6人目）に選ばれ、2011年（平成23年）名誉市民年金全額をもとに、土山秀夫平和基金を創設した。

## 著書
- 『さらば、クライスラー』日本図書刊行会（1993年
- 『論文集 核廃絶への道』長崎文献社（2011年
- 『核廃絶へのメッセージ 被爆地の一角から』日本ブックエース 平和文庫（2011年
- 『あてどなき脱出 土山秀夫推理小説集』長崎文献社　2012

### 共編著
- 『副腎皮質の形態と機能』熊本悦明、笹野伸昭共編集　南江堂　1975
- 『病理学 総論』編　医歯薬出版　1983
- 『病理組織学実習書』編　広川書店　1986
- 『カントと生命倫理 日本カント協会<長崎大会>市民公開シンポジウム記念論集』平田俊博、井上義彦共編著　晃洋書房　1996
- 『高校生が考えた「居住福祉」』一番ヶ瀬康子、早川和男、ブライアン・バークガフニ、長崎総合科学大学建築学科共著、クリエイツかもがわ、1996年